# Midori (Gunma)
Midori (Japans: みどり市, Midori-shi) is een stad in de prefectuur Gunma op het eiland Honshu, Japan. De stad heeft een oppervlakte van 208,23 km² en medio 2008 circa 52.000 inwoners. De rivier Watarase loopt door delen van de stad.

## Geschiedenis
Op 1 maart 2006 werd Midori een stad (shi) na samenvoeging van de gemeentes Kasakake (笠懸町, Kasakake-machi), Omama (大間々町, Ōmama-machi) en het dorp Azuma (東村, Azuma-mura).

## Verkeer
Midori ligt aan de Ryōmō-lijn van de East Japan Railway Company, de Jōmō-lijn van de Jōmō Elektrische Spoorwegmaatschappij, de Watarase Keikoku-lijn van de Watarase Keikoku Spoorwegmaatschappij, en de Kiryū-lijn van de Tōbu Spoorwegmaatschappij.
Midori ligt aan de autowegen 50, 122 en 353.

## Aangrenzende steden
- Kiryū
- Isesaki
- Numata
- Ōta
- Sano
- Kanuma
- Nikko